# 伏見桃山陵
34°56′10.65″N 135°46′52.51″E / 34.9362917°N 135.7812528°E
伏見桃山陵（日语：伏見桃山陵）位於日本京都市伏見區，是明治天皇的陵寢。大正元年（1912年）9月14日，明治天皇安葬於此。在其東側為昭憲皇太后的陵寢，稱為伏見桃山東陵。

## 外部連結
- 宮内庁·明治天皇　伏見桃山陵 （页面存档备份，存于）